# 3's & 7's
3s & 7s è un singolo dei Queens of the Stone Age, pubblicato il 4 giugno del 2007.
Il brano del titolo, ottava traccia dell'album Era Vulgaris, è diventato un buon successo, forse anche per le sonorità poco originali, ma con ritmi tirati e coinvolgenti, in puro new style del gruppo, che pare aver definitivamente confermato con l'album la sua svolta più melodiosa e meno dura e da stoner rock.

## Curiosità
- Il brano è presente nel gioco Guitar Hero III: Legends of Rock.